# Naicam
Naicam är en ort i Kanada.   Den ligger i provinsen Saskatchewan, i den centrala delen av landet, 2 200 km väster om huvudstaden Ottawa. Naicam ligger 572 meter över havet och antalet invånare är 690.
Terrängen runt Naicam är mycket platt, och sluttar norrut. Trakten runt Naicam är nära nog obefolkad, med mindre än två invånare per kvadratkilometer.. Det finns inga andra samhällen i närheten. 
Trakten runt Naicam består till största delen av jordbruksmark.